# Vlnka

Ukázka vlnky (Morletova vlnka)

Vlnka (anglicky wavelet) je funkce používaná k rozkladu funkce nebo signálu vlnkovou transformací.
Anglický výraz wavelet zavedli v počátcích 80. let 20. století francouzští fyzikové Jean Morlet a Alex Grossman. Použili francouzské slovo ondelette (malá vlna, vlnka). Záhy bylo toto slovo přeneseno do angličtiny překladem francouzského onde (vlna) na anglické wave. Tím vznikl termín wavelet.
Vlnka je funkce z Hilbertova prostoru {\displaystyle \psi \in L^{2}(\mathbb {R} )} a musí splňovat následující podmínky.

## Podmínky
Musí mít konečnou energii.
{\displaystyle \int _{-\infty }^{\infty }|\psi (t)|^{2}\,\mathrm {d} t<\infty }
Musí splňovat tzv. podmínku přípustnosti.
{\displaystyle C_{\psi }=\int _{0}^{\infty }{{|{\hat {\psi }}(\omega )|^{2}} \over {\omega }}\,\mathrm {d} \omega <\infty }, kde {\displaystyle {\hat {\psi }}} představuje Fourierovu transformaci funkce {\displaystyle \psi \,} a {\displaystyle C_{\psi }\,} se nazývá konstanta přípustnosti. Tato podmínka zaručuje invertibilitu vlnkové transformace.
Z podmínky přípustnosti plyne, že musí splňovat podmínku nulové střední hodnoty.
{\displaystyle \int _{-\infty }^{\infty }\psi (t)\,\mathrm {d} t=0}

## Mateřská vlnka
Funkce {\displaystyle \psi } je nazývána mateřská vlnka. Její posunuté a roztažené (škálované, dilatované) normalizované verze jsou definovány následovně.
{\displaystyle \psi _{a,b}(t)={\frac {1}{\sqrt {a}}}\psi \left({{t-b} \over {a}}\right)}
Původní mateřská vlnka má parametry {\displaystyle a=1} a {\displaystyle b=0}. Posun je určen parametrem {\displaystyle b}, měřítko (dilatace) parametrem {\displaystyle a}.
Integrální vlnková transformace funkce {\displaystyle f} je pak dána předpisem
{\displaystyle \left[\operatorname {W} _{\psi }f\right](a,b)=\int _{-\infty }^{\infty }{f(t){\frac {1}{\sqrt {a}}}\psi ^{*}\left({\frac {t-b}{a}}\right)}\,\mathrm {d} t\,},
kde {\displaystyle a\in R^{+},b\in R}

### Měřítková funkce
Jelikož provádět transformaci pro měřítka {\displaystyle a\,} až do {\displaystyle +\infty } není na číslicových počítačích možné a jelikož taková transformace neumožňuje popsat signály s nenulovou střední hodnotou (nulovou frekvenci popisuje teoreticky vlnka s nekonečným měřítkem {\displaystyle a\,}), zavádí se tzv. měřítková (škálovací) funkce {\displaystyle \phi \,}. Jinými slovy se s vlnkami počítá pouze {\displaystyle [\operatorname {W} _{\psi }\,f](a,b)} pro {\displaystyle a<a_{0}\,} a zbytek informace pro {\displaystyle a>a_{0}\,} se popíše za pomoci měřítkové funkce. Tato funkce je agregací vlnek na měřítkách (škálách) vyšších než {\displaystyle a_{0}\,}. Bude tedy pokrývat energie na odpovídajících frekvencích (odpovídají vlnkám od určitého měřítka {\displaystyle a_{0}\,} až do {\displaystyle +\infty }).
{\displaystyle |{\hat {\phi }}(\omega )|^{2}=\int _{1}^{+\infty }|{\hat {\psi }}(a\omega )|^{2}\,{\frac {\mathrm {d} a}{a}}}
Aby bylo možné popsat i funkce s nenulovou střední hodnotou, bude mít měřítková funkce střední hodnotu nenulovou.

## Vlastnosti
U vlnek se v závislosti na aplikaci posuzují zejména následující vlastnosti.
existence kompaktního nosiče
Vlnka s kompaktním nosičem má v čase svou energii lokalizovanou na konečném úseku. U diskrétních vlnek to znamená, že mají pouze na konečném úseku nenulové koeficienty. V případě neexistence kompaktního nosiče se hovoří o efektivním nosiči, tedy o intervalu, na kterém má vlnka nezanedbatelné hodnoty (energii). Platí, že čím kratší je nosič, tím rychlejší je výpočet transformace s touto vlnkou.
počet nulových momentů
Počet nulových momentů značí, že vlnka má prvních {\displaystyle n} (od {\displaystyle 0} po {\displaystyle n-1}) momentů nulových. Důsledkem toho je tato vlnka ortogonální na polynomy až do stupně {\displaystyle n-1} (transformace bude v odpovídajících místech nulová). Z jiného pohledu je vlnka parciálním derivátorem (diferenciálním operátorem) řádu {\displaystyle n}.
{\displaystyle k}-tý moment vlnky je definován jako
{\displaystyle m(k)=\int t^{k}\,\psi (t)\,\mathrm {d} t}.
hladkost
Další vlastností je hladkost (regularita) vlnky. Ta má význam zejména při ztrátové kompresi pomocí diskrétní formy vlnkové transformace, kde se koeficienty transformace kvantují (ztráta informace). Při rekonstrukci pak vzniká chyba ve tvaru vlnky. Jestliže byla tedy vlnka dostatečně hladká, bude chyba lidskému vnímání méně nápadná (komprese obrazu).
symetrie
V některých aplikacích je žádoucí použít symetrické (případně antisymetrické) vlnky, které mají lineární fázi. To znamená, že se nerozeběhnou koeficienty od místa výskytu odpovídajícího jevu.
tvorba báze
Existují vlnky, které jsou navrženy tak, že ačkoliv je jich spočetně mnoho (vznikají diskretizací parametrů {\displaystyle a,b}), tvoří bázi vektorového prostoru {\displaystyle \psi \in L^{2}(\mathbb {R} )}. Tedy jakýkoliv signál (funkce) s konečnou energií lze vyjádřit jako lineární kombinace bázových waveletů.

## Výběr vlnky
Výběr použité vlnky je závislý na konkrétní aplikaci. Ke zjištění polohy a trvání jevu je vhodné zohlednit podobnost tvaru vlnky s charakteristickými úseky signálu. Komplexní vlnky mohou dobře detekovat oscilace a umožňují současnou detekci amplitudy a fáze. Antisymetrické vlnky jsou vhodné k detekci změn gradientu. Symetrické vlnky nezpůsobují fázový posun. Krátký nosič znamená přesnější lokalizaci v čase (a horší ve frekvenci) a nižší výpočetní náročnost. Nedochází pak k rozmazání signálu (u měřítkové funkce). Naopak dlouhý nosič se projeví delší odezvou pro přechodové jevy. Speciálně pro signál, který je polynomem stupně {\displaystyle k}, je vhodné zvolit vlnku, která má {\displaystyle k+1} nulových momentů.